# Cathalistis orinephela
Cathalistis orinephela är en fjärilsart som beskrevs av Edward Meyrick 1917. Cathalistis orinephela ingår i släktet Cathalistis och familjen säckspinnare. Inga underarter finns listade i Catalogue of Life.